# Fredy Archila
Fredy Leonel Archila Morales (2 de abril de 1973 ) es un agrónomo, y botánico guatemalteco, especialista en orquídeas. Director de la  "Estación Experimental de Orquídeas de la familia Archilla".

## Algunas publicaciones
- 1999. Lycaste guatemalensis Archil [i.e. Archila]: una nueva especie vegetal Guatemalteca. Ed. Instituto nacional de Bosques. 21 pp.

### Libros
- 2010. El batido o Kakao, la bebida de los dioses

- 2009. Biodiversity and biogeographic significance of the Sierra Chinajá in Alta Verapaz, Guatemala: a first look. International J. of Biodiversity Sci. & Management

- 2009. Botanical News from Guatemala. Richardiana, La revue trimestrielle, éditée par Tropicalia, consacrée aux Orchidées

- 2009. Sudamerlycaste Archila, Addendum et corrigendum. 3a. La revue trimestrielle, éditée par Tropicalia, consacrée aux Orchidées

- 2009. Tipificación del género Colax Lindley ex Sprengel, una asignación pendiente. Guatemalensis 12 ( 2) diciembre de 2009

- 2001. Monografía del género Lepanthes Sw. (Orchidaceae) para Guatemala. Ed. Kamar. 281 pp. ISBN	9992272805

- Neooreophilus Archila: A new Genus in the Pleurothallidinae Lindl. (Orchidaceae)

- Selbyana Archila un nuevo género en la Lycastinae Schltr.

- Lycaste zacapensis Archila, una joya de la biodiversidad Guatemalteca

- Lycobyana y Sudacaste (Orchidaceae, Lycastubae) nuevos nothogéneros latinoamericanos

- Ornithocephalus cascajalensis , una nueva especie de orquídea en el oriente de Guatemala
- La abreviatura «Archila» se emplea para indicar a Fredy Archila como autoridad en la descripción y clasificación científica de los vegetales.[2]